# Бубон, Виталий Степанович
Виталий Степанович Бубон (20 июля 1983, Киев) — украинский дзюдоист полутяжёлой весовой категории, выступал за сборную Украины на всём протяжении 2000-х годов. Участник летних Олимпийских игр в Афинах, серебряный призёр чемпионата мира, победитель многих турниров национального и международного значения. Заслуженный мастер спорта Украины.

## Биография
Виталий Бубон родился 20 июля 1983 года в Киеве. Активно заниматься дзюдо начал с раннего детства, проходил подготовку под руководством тренеров Дуброва Виталия Викторовича и Дуброва Сергея Викторовича.
На юниорском уровне впервые заявил о себе в сезоне 2001 года, когда выиграл серебряную медаль на чемпионате Европы в Будапеште. Год спустя на аналогичных соревнованиях в Роттердаме стал уже чемпионом в полутяжёлой весовой категории, ещё через год выиграл молодёжное европейское первенство в Ереване и дебютировал на этапе взрослого Кубка мира в Ереване, где получил бронзу.
В 2004 году впервые стал чемпионом Украины среди взрослых борцов и, попав в основной состав украинской национальной сборной, выступил на взрослом чемпионате Европы в Бухаресте, где занял в итоге седьмое место. Благодаря череде успешных выступлений удостоился права защищать честь страны на летних Олимпийских играх в Афинах — тем не менее, выступил здесь неудачно, в первом же поединке проиграл кубинцу Орейдису Деспайне и лишился всяких шансов на попадание в число призёров.
После неудачной афинской Олимпиады Бубон остался в основном составе дзюдоистской команды Украины и продолжил принимать участие в крупнейших международных турнирах. Так, в 2005 году он побывал на чемпионате мира в Каире, откуда привёз награду серебряного достоинства, выигранную в зачёте полутяжёлого веса — единственное поражение потерпел здесь от титулованного японца Кэйдзи Судзуки. Два года спустя вновь стал чемпионом Украины в полутяжёлом весе, тогда как на мировом первенстве в Рио-де-Жанейро занял седьмое место. Впоследствии участвовал в различных турнирах вплоть до 2012 года, однако на международной арене значимых результатов больше не показывал. За выдающиеся спортивные достижения удостоен почётного звания «Заслуженный мастер спорта Украины».